# Бабечки рејон
Бабечки рејон (азер. Babək rayonu), једна је од 78 административно-територијалних јединица Азербејџана и једна од 8 територијалних јединица Нахичеванске АР. Административни центар рејона се налази у граду Бабек. 
Бабечки рејон обухвата површину од 902 km² и има 65.040 становника (подаци из 2005). 
Административно, рејон се даље дели у 40 сеоских општина.